# Аббасова, Эмилия Джалиль кызы
Эмилия Джалиль кызы Аббасова (азерб. Emiliya Cəlil qızı Abbasova; род. 17 мая 1938) — азербайджанский и советский акаролог и паразитолог, описавший несколько видов паразитиформных клещей.

## Биография
Эмилия Джалиль кызы Аббасова родилась 17 мая 1938 года. В 1963 году окончила биологический факультут Азербайджанского государственного университета. С 1963 года работала в Институте зоологии Национальной академии наук Азербайджана, где занимала должность старшего научного сотрудника. В 1972 году защитила кандидатскую диссертацию на тему «Фитосейидные клещи Phytoseiidae Азербайджана». К 1997 году за авторством Аббасовой было 40 научных публикаций.
Эмилия Аббасова посвятила себя изучению паразитиформных клещей. За годы своей научной деятельности она описала несколько видов этих членистоногих. Именем Аббасовой назван описанный в 1971 году вид паразитиформных клещей из рода Amblyseius — Amblyseius abbasovae.

## Описаные таксоны
Новые таксоны
- Amblyseius azerbaijanicus (Abbasova, 1970)[3]
- Amblyseius begljarovi[азерб.] (Abbasova, 1970)[3]
- Amblyseius bregetovae[азерб.] (Abbasova, 1970)[4]
- Amblyseius muganicus[азерб.] (Abbasova, 1970)[5]
- Amblyseius pseudaequipilus[швед.] (Wainstein et Abbasova, 1974)[6]
- Amblyseius sugonjaevi[азерб.] (Wainstein et Abbasova, 1974)[7]
- Mumaseius caucasicus[азерб.] (Abbasova, 1970)[8]
- Mumaseius hadzhievi[азерб.] (Abbasova, 1970)[5]
- Mumaseius wainsteini[азерб.] (Abbasova, 1970)[9]
- Euseius apsheronica[азерб.] (Abbasova et Mekhtieva, 1991)[10]

Повторно описаные
- Amblyseius musaevi[азерб.] (Abbasova, 1970)[4]
- Mumaseius cryptus subalgericus (Abbasova, 1970)[11]
- Mumaseius transvaalensis[азерб.] (Abbasova, 1970)[12]
- Typhlodromus ajsel[азерб.] (Abbasova, 1980)[13]

## Научные работы
- Аббасова Э. Д. К изучению хищников тетраниховых клещей на Большом Кавказе (клещи сем. Phytoseiidae) // Материалы Сессии Закавказского совета по координации научно-исследоватльских работ по защите растений. — Баку, 1966. — С. 184—187.
- Аббасова Э. Д. Малоизвестные и новые виды хищных клещей Phytoseiidae Азербайджана // Зоологический журнал. — 1970а. — Т. 49, № 1. — С. 45—55.
- Аббасова Э. Д. Малоизвестные виды и новый подвид рода Mumaseius De Leon (Acarina, Phytoseiidae) // Зоологический журнал. — 1970б. — Т. 49, № 9. — С. 1410—1414.
- Вайнштейн Б. А., Аббасова Э. Д. Два новых вида рода Amblyseius (Parasitiformes , Phytoseiidae) из Азербайджана // Зоологический журнал. — 1974. — Т. 53, № 5. — С. 796–798.
- Аббасова Э. Д. Фитосейидные клещи (Parasitiformes, phytoselldae) Азербайджана: Автореферат дис. на соискание ученой степени кандидата биологических наук. — Баку: АН Азерб. ССР. Ин-т зоологии, 1972.
- Аббасова Э. Д. Род Typhlodramus (Parasitiformes, Phytoseiidae) в Азербайджане // Зоологический журнал. — 1980. — Т. 59, № 6. — С. 830—837.
- Аббасова Э. Д. Припочвенные фитосейиды (Parasitiformes, Phytoseiidae) Азербайджана // Тезисы докладов 9-го Международного колоккавиума по почвенной зоологии (Москва, 16-20 августа 1985 г.). — Вильнюс, 1985. — С. 5.
- Аббасова Э. Д., Мехтиева, Л. М. Новый вид рода Euseius (Parasitiformes, Phytoselidae) фауны СССР // Зоологический журнал. — 1991. — Т. 70, № 11. — С. 140—142.